# Florentina Iusco
Florentina Iusco (née le 8 avril 1996) est une athlète roumaine, spécialiste du saut en longueur et du triple saut.

## Biographie
En 2013, lors des championnats du monde jeunesse, Florentina Marincu remporte le titre à la fois au saut en longueur et au triple saut. Elle reproduit ainsi la performance de sa compatriote Cristine Spataru, lors de la même compétition dix ans plus tôt.

## Palmarès
| Date | Compétition                       | Lieu         | Résultat | Épreuve     | Marque  |
| ---- | --------------------------------- | ------------ | -------- | ----------- | ------- |
| 2013 | Championnats du monde cadets      | Donetsk      | 1re      | Longueur    | 6,42 m  |
| 2013 | Championnats du monde cadets      | Donetsk      | 1re      | Triple saut | 13,75 m |
| 2013 | Championnats d'Europe juniors     | Rieti        | 4e       | Triple saut | 13,23 m |
| 2015 | Championnats d'Europe en salle    | Prague       | 3e       | Longueur    | 6,79 m  |
| 2015 | Championnats d'Europe juniors     | Eskilstuna   | 1re      | Longueur    | 6,78 m  |
| 2015 | Championnats d'Europe juniors     | Eskilstuna   | 3e       | Triple saut | 13,08 m |
| 2015 | Championnats des Balkans          | Pitești      | 1re      | Longueur    | 6,65 m  |
| 2018 | Championnats des Balkans          | Stara Zagora | 1re      | Longueur    | 6,59 m  |
| 2019 | Championnats des Balkans en salle | Istanbul     | 2e       | Longueur    | 6,39 m  |
| 2019 | Championnats d'Europe en salle    | Glasgow      | 8e       | Longueur    | 6,49 m  |
| 2019 | Universiade                       | Naples       | 3e       | Longueur    | 6,55 m  |
| 2019 | Championnats des Balkans          | Pravetz      | 3e       | Longueur    | 6,37 m  |
| 2021 | Championnats d'Europe en salle    | Toruń        | 8e       | Longueur    | 6,38 m  |

## Records
| Épreuve          | Épreuve   | Marque  | Lieu     | Date             |
| ---------------- | --------- | ------- | -------- | ---------------- |
| Saut en longueur | Plein air | 6,92 m  | Pitesti  | 31 juillet 2019  |
| Saut en longueur | En salle  | 6,79 m  | Prague   | 7 mars 2015      |
| Triple saut      | Plein air | 13,81 m | Edirne   | 3 août 2013      |
| Triple saut      | En salle  | 13,34 m | Bucarest | 1er février 2014 |